# Sinais e sintomas do HIV/AIDS

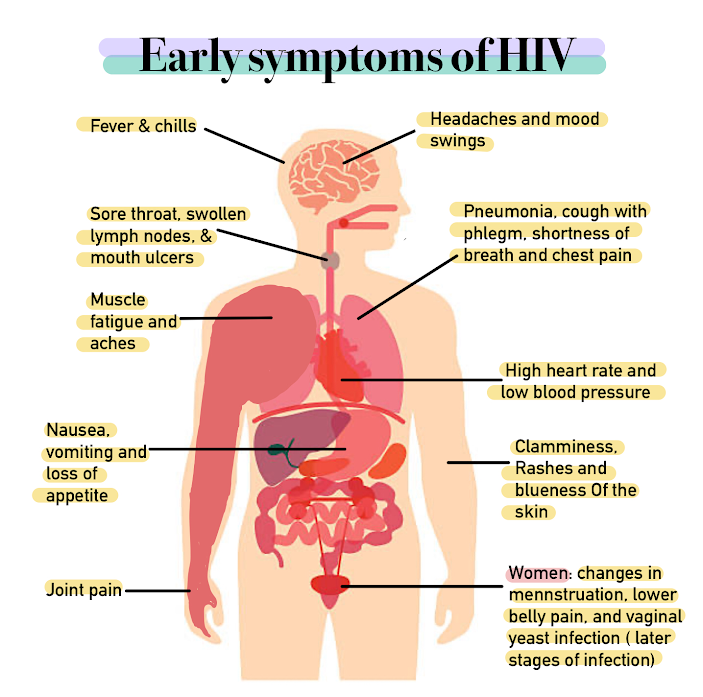
Figura 1. Sintomas Iniciais do HIV

As fases da infecção pelo HIV são a infecção aguda (também conhecida como infecção primária), a latência e a AIDS. A infecção aguda dura várias semanas e pode incluir sintomas como febre, gânglios linfáticos inchados, inflamação da garganta, erupção cutânea, dor muscular, mal-estar e úlceras na boca e no esôfago. A fase de latência apresenta poucos ou nenhum sintoma e pode durar de duas semanas a vinte anos ou mais, dependendo do indivíduo. A AIDS, fase final da infecção pelo HIV, é definida por contagens baixas de células T CD4+ (menos de 200 por μL), diversas infecções oportunistas, cânceres e outras condições.

## Infecção aguda

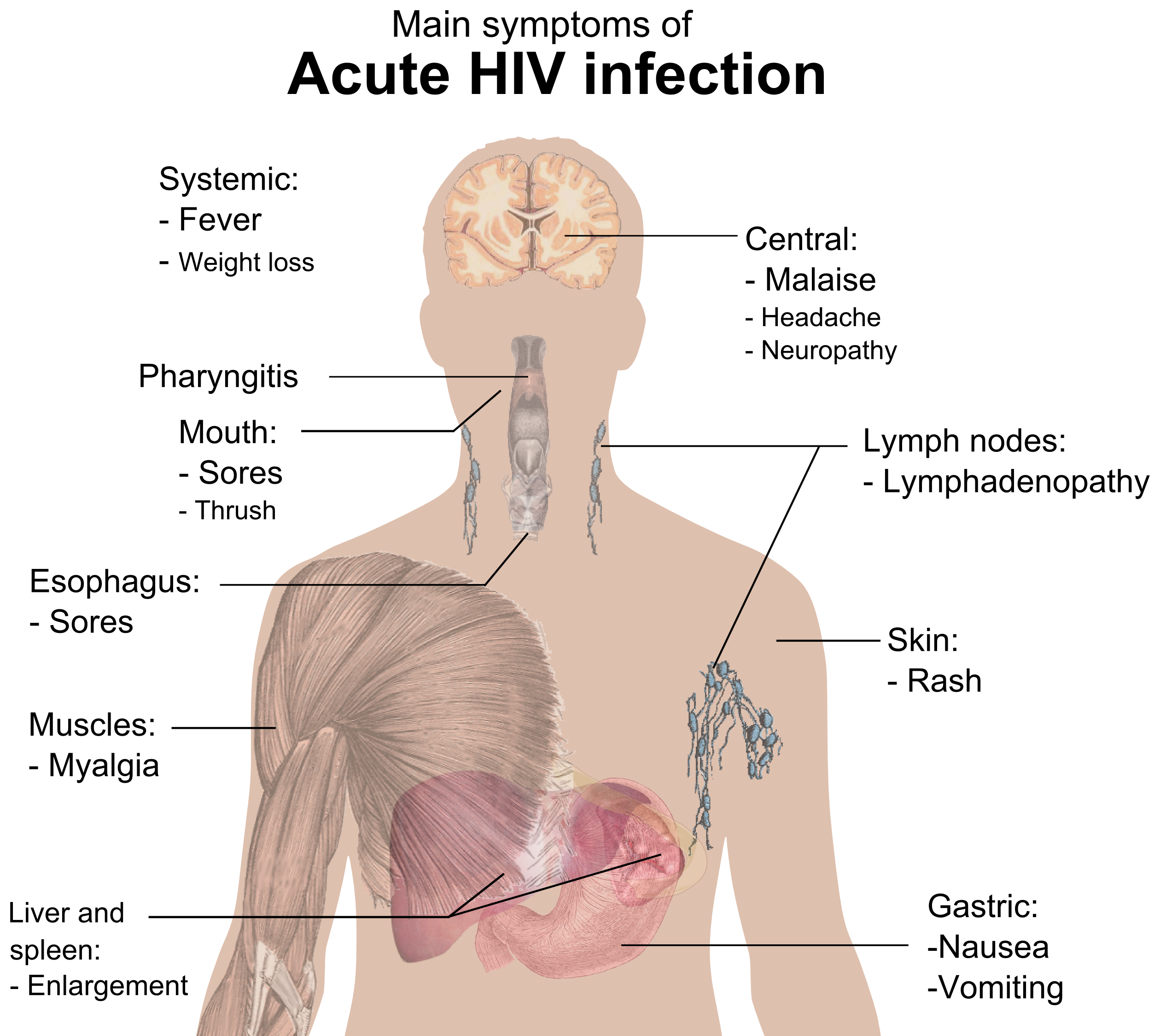
Sintomas principais da infecção aguda pelo HIV

A infecção aguda pelo HIV, infecção primária pelo HIV ou síndrome aguda de seroconversão:416 é a primeira fase da infecção pelo HIV. Ocorre após o período de incubação, antes da fase de latência e do eventual desenvolvimento de AIDS subsequente à fase de latência.
Durante esse período (geralmente de dias a semanas após a exposição), de cinquenta a noventa por cento dos indivíduos infectados desenvolvem uma doença semelhante à gripe ou à mononucleose, denominada infecção aguda pelo HIV (ou pródromo do HIV), – os sintomas mais comuns podem incluir febre, linfadenopatia, faringite, erupção cutânea, mialgia, mal-estar, úlceras na boca e no esôfago; podendo também incluir, embora menos frequentemente, dor de cabeça, náusea e vômito, fadiga, úlceras na boca ou na genitália, aumento do fígado/esplenomegalia, perda de peso, sapinho, sudorese noturna, diarreia e sintomas neurológicos. Indivíduos infectados podem apresentar todos, alguns ou nenhum desses sintomas. A duração dos sintomas varia, com uma média de 28 dias e, geralmente, durando pelo menos uma semana.
Devido à natureza inespecífica desses sintomas, eles frequentemente não são reconhecidos como sinais de infecção pelo HIV. Mesmo que os pacientes procurem seus médicos ou um hospital, muitas vezes serão diagnosticados erroneamente com uma das doenças infecciosas mais comuns que apresentam sintomas semelhantes. Consequentemente, esses sintomas primários não são utilizados para diagnosticar a infecção pelo HIV, já que nem sempre se desenvolvem e muitos são causados por outras doenças mais comuns. No entanto, reconhecer essa síndrome pode ser importante, pois o paciente é muito mais contagioso durante esse período.
| Sintomas e sinais das infecções primárias pelo HIV | Sensibilidade | Especificidade |
| -------------------------------------------------- | ------------- | -------------- |
| Febre                                              | 88%           | 50%            |
| Mal-estar                                          | 73%           | 42%            |
| Dor muscular                                       | 60%           | 74%            |
| Erupção cutânea                                    | 58%           | 79%            |
| Dor de cabeça                                      | 55%           | 56%            |
| Sudorese noturna                                   | 50%           | 68%            |
| Dor de garganta                                    | 43%           | 51%            |
| Linfadenopatia                                     | 38%           | 71%            |
| Dor nas articulações                               | 28%           | 87%            |
| Congestão nasal                                    | 18%           | 62%            |

Alguns desses sintomas (congestão nasal, dor de garganta) apresentam uma sensibilidade inferior a {\displaystyle 1-{\text{especificidade}}} (o que significa que são mais prováveis na ausência do HIV do que na sua presença) e, portanto, são uma evidência leve contra a infecção pelo HIV, de acordo com o Teorema de Bayes.

## Latência
Uma defesa imune robusta reduz o número de partículas virais na corrente sanguínea, marcando o início da infecção secundária ou crônica pelo HIV. A fase secundária da infecção pelo HIV pode variar de duas semanas a 10 anos. Durante essa fase, o HIV permanece ativo dentro dos gânglios linfáticos – que tipicamente ficam inchados de forma persistente em resposta à grande quantidade de vírus retida na rede de células dendríticas foliculares (CDF). Os tecidos circundantes, ricos em células T CD4+, também podem ser infectados, e as partículas virais se acumulam tanto nas células infectadas quanto como vírus livre. Indivíduos nessa fase continuam contagiosos. Durante esse período, as células T auxiliares – CD4+ CD45RO+ T – carregam a maior parte da carga proviral.
Uma pequena porcentagem dos indivíduos infectados pelo HIV-1 mantém altos níveis de células T CD4+ sem terapia antirretroviral. No entanto, a maioria apresenta carga viral detectável e, sem tratamento, eventualmente progride para AIDS. Esses indivíduos são classificados como controladores do HIV ou não-progressores de longo prazo (LTNP). Pessoas que mantêm contagens de células T CD4+ e apresentam carga viral baixa ou clinicamente indetectável sem tratamento antirretroviral são conhecidas como controladores de elite ou supressores de elite (ES).

## AIDS

Sintomas principais da AIDS

Raio-X de pneumocystis pneumonia (PCP). Observa-se aumento da opacidade branca nos pulmões inferiores de ambos os lados, característica da PCP.

Os sintomas da AIDS resultam, principalmente, de condições que normalmente não se desenvolvem em indivíduos com sistemas imunes saudáveis. A maioria dessas condições são infecções oportunistas causadas por bactérias, vírus, fungos e parasitas que, normalmente, são controlados pelos componentes do sistema imune que o HIV danifica. Essas infecções afetam quase todos os sistemas de órgãos.
Uma diminuição na razão CD4+/CD8+ é preditiva da progressão do HIV para AIDS.
Pessoas com AIDS também têm um risco aumentado de desenvolver diversos cânceres, como sarcoma de Kaposi, câncer cervical e cânceres do sistema imune conhecidos como linfomas. Adicionalmente, indivíduos com AIDS frequentemente apresentam sintomas sistêmicos de infecção, como febres, suores (particularmente noturnos), gânglios inchados, calafrios, fraqueza e perda de peso. As infecções oportunistas específicas que os pacientes com AIDS desenvolvem dependem, em parte, da prevalência dessas infecções na área geográfica onde o paciente reside.

### Pulmonar
Pneumonia por Pneumocystis (PCP) (originalmente conhecida como pneumonia por Pneumocystis carinii) é relativamente rara em pessoas saudáveis e imunocompetentes, mas comum entre indivíduos infectados pelo HIV. É causada por Pneumocystis jirovecii.
Antes do advento de diagnósticos, tratamentos eficazes e da profilaxia de rotina em países ocidentais, essa infecção era uma causa imediata comum de morte. Em países em desenvolvimento, continua sendo uma das primeiras indicações de AIDS em indivíduos não testados, embora geralmente não ocorra se a contagem de CD4 for inferior a 200 células por μL de sangue.
Tuberculose (TB) é única entre as infecções associadas ao HIV, pois é transmissível a pessoas imunocompetentes por via respiratória e não é facilmente tratável uma vez identificada. A resistência múltipla é um problema sério. A tuberculose com coinfecção pelo HIV (TB/HIV) é um importante problema de saúde mundial, segundo a Organização Mundial da Saúde: em 2007, 456.000 mortes entre os casos incidentes de TB ocorreram em pessoas HIV-positivas, representando um terço de todas as mortes por TB e quase um quarto das estimativas de 2 milhões de mortes por HIV naquele ano. Embora sua incidência tenha diminuído devido ao uso da terapia diretamente observada e outras práticas aprimoradas em países ocidentais, esse não é o caso em países em desenvolvimento, onde o HIV é mais prevalente. Na infecção pelo HIV em estágio inicial (contagem de CD4 >300 células por μL), a tuberculose geralmente se manifesta como doença pulmonar. Na infecção avançada pelo HIV, a tuberculose frequentemente se apresenta de forma atípica, com doença extrapulmonar (sistêmica) sendo uma característica comum. Os sintomas são geralmente constitucionais e não se localizam em um sítio específico, afetando frequentemente a medula óssea, osso, os tratos urinário e gastrointestinal, o fígado, gânglios linfáticos regionais e o sistema nervoso central.

### Gastrointestinal
Esofagite é a inflamação do revestimento da porção inferior do esôfago (tubo que conduz os alimentos para o estômago). Em indivíduos infectados pelo HIV, geralmente deve-se a infecções fúngicas (candidíase) ou virais (herpes simplex-1 ou citomegalovírus). Em casos raros, pode ser causada por micobactérias.
A diarreia crônica inexplicada na infecção pelo HIV pode ter muitas causas, incluindo infecções bacterianas comuns (Salmonella, Shigella, Listeria ou Campylobacter) e infecções parasitárias; além de infecções oportunistas incomuns, como criptosporidiose, microsporidiose, o complexo de Mycobacterium avium (MAC) e vírus, astrovírus, adenovírus, rotavírus e citomegalovírus (este último, no curso de colite).
Em alguns casos, a diarreia pode ser um efeito colateral de vários medicamentos usados para tratar o HIV ou simplesmente acompanhar a infecção pelo HIV, particularmente durante a infecção primária. Também pode ser efeito colateral de antibióticos usados para tratar causas bacterianas de diarreia (comum na infecção por Clostridioides difficile). Nas fases posteriores da infecção pelo HIV, acredita-se que a diarreia reflita mudanças na forma como o trato intestinal absorve nutrientes e pode ser um componente importante do desgaste relacionado ao HIV.

### Neurológico e psiquiátrico
A infecção pelo HIV pode levar a uma variedade de sequelas neuropsiquiátricas, seja por infecção do sistema nervoso – que se torna suscetível – por organismos, ou como consequência direta da doença.
Toxoplasmose é uma doença causada pelo parasita unicelular Toxoplasma gondii; normalmente infecta o cérebro, causando encefalite toxoplásmica, mas também pode infectar e causar doença nos olhos e pulmões. A meningite criptocócica é uma infecção das meninges (a membrana que reveste o cérebro e a medula espinhal) causada pelo fungo Cryptococcus neoformans. Pode causar febre, dor de cabeça, fadiga, náusea e vômito. Os pacientes também podem desenvolver convulsões e confusão; se não tratada, pode ser letal.
Leucoencefalopatia multifocal progressiva (LMP) é uma doença desmielinizante, na qual a destruição gradual da bainha de mielina que cobre os axônios das células nervosas prejudica a transmissão dos impulsos nervosos. É causada por um vírus chamado JC virus, presente de forma latente em 70% da população, e que causa doença somente quando o sistema imunológico está severamente enfraquecido, como ocorre em pacientes com AIDS. A progressão é rápida, geralmente levando à morte em poucos meses após o diagnóstico.
Demência associada ao HIV (HAD) é uma encefalopatia metabólica induzida pela infecção pelo HIV e agravada pela ativação imune dos macrófagos infectados pelo HIV no cérebro e das células da microglia. Essas células, produtivamente infectadas pelo HIV, secretam neurotoxinas de origem tanto do hospedeiro quanto viral. Deficiências neurológicas específicas manifestam-se por anomalias cognitivas, comportamentais e motoras que surgem após anos de infecção pelo HIV e estão associadas a baixos níveis de células T CD4+ e altas cargas virais plasmáticas.
A prevalência é de 10–20% em países ocidentais, mas apenas 1–2% das infecções pelo HIV na Índia. Essa diferença possivelmente se deve ao subtipo do HIV na Índia. A mania associada à AIDS é, às vezes, observada em pacientes com doença avançada pelo HIV; manifesta-se com maior irritabilidade e comprometimento cognitivo e com menos euforia do que um episódio mania associado ao verdadeiro transtorno bipolar. Diferentemente deste, pode apresentar um curso mais crônico. Essa síndrome é menos frequentemente observada com o advento da terapia com múltiplos medicamentos.

### Tumores

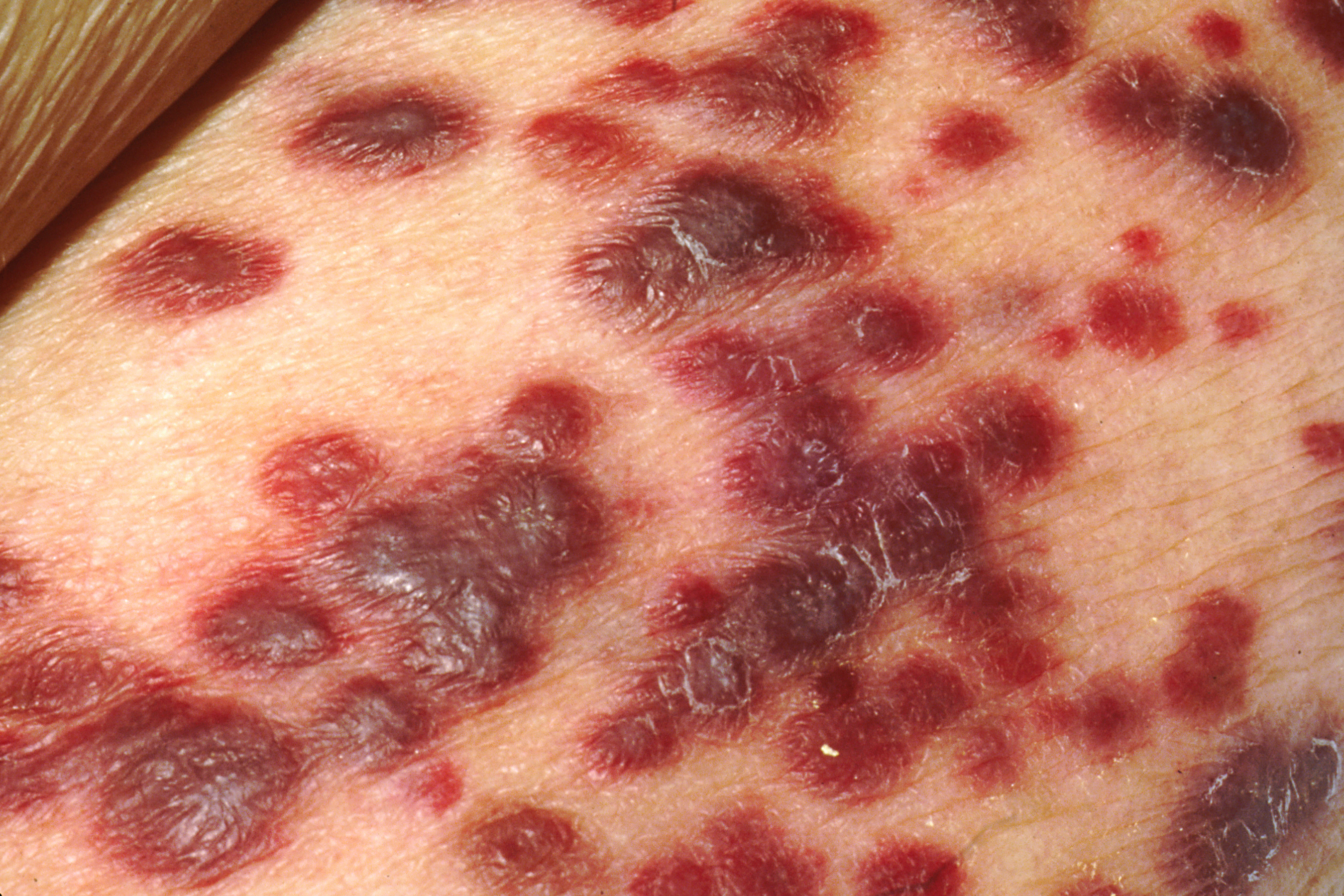
Sarcoma de Kaposi

Indivíduos com infecções pelo HIV apresentam uma incidência substancialmente aumentada de vários cânceres. Isso se deve, principalmente, à coinfecção com um vírus de DNA oncogênico, especialmente o Epstein-Barr virus (EBV), o herpesvírus associado ao sarcoma de Kaposi (KSHV) (também conhecido como herpesvírus humano-8 [HHV-8]) e o papilomavírus humano (HPV).
O sarcoma de Kaposi (SK) é o tumor mais comum em pacientes infectados pelo HIV. O surgimento desse tumor em jovens homens homossexuais em 1981 foi um dos primeiros sinais da epidemia de AIDS. Causado por um vírus gama-herpes denominado herpesvírus associado ao sarcoma de Kaposi (KSHV), ele frequentemente se manifesta como nódulos arroxeados na pele, podendo afetar outros órgãos, especialmente a boca, o trato gastrointestinal e os pulmões. Linfomas de células B de alto grau – como o linfoma de Burkitt, linfoma similar ao de Burkitt, linfoma difuso de grandes células B (DLBCL) e o linfoma primário do sistema nervoso central – ocorrem com mais frequência em pacientes infectados pelo HIV. Esses cânceres específicos frequentemente anunciam um prognóstico ruim. O Epstein-Barr virus (EBV) ou o KSHV são os causadores de muitos desses linfomas. Em pacientes infectados pelo HIV, o linfoma frequentemente surge em sítios extra-nodais, como o trato gastrointestinal. Quando ocorrem em um paciente infectado pelo HIV, o SK e os linfomas agressivos de células B conferem um diagnóstico de AIDS.
O câncer invasivo do colo do útero em mulheres infectadas pelo HIV também é considerado definidor de AIDS; é causado pelo papilomavírus humano (HPV).
Além dos tumores definidores de AIDS listados acima, os pacientes infectados pelo HIV têm risco aumentado de desenvolver outros tumores, notadamente a doença de Hodgkin, câncer anal e carcinomas retais, carcinoma hepatocelular, cânceres de cabeça e pescoço e câncer de pulmão. Alguns desses são causados por vírus, como a doença de Hodgkin (EBV), os cânceres anal/retal (HPV), os cânceres de cabeça e pescoço (HPV) e o carcinoma hepatocelular (hepatite B ou hepatite C). Outros fatores contribuintes incluem a exposição a carcinógenos (como o fumo de cigarro no câncer de pulmão) ou viver durante anos com defeitos imunes sutis.
A incidência de muitos tumores comuns, como o câncer de mama ou o câncer de cólon, não aumenta em pacientes infectados pelo HIV. Em áreas onde a TARV é amplamente utilizada para tratar a AIDS, a incidência de muitas neoplasias relacionadas à AIDS diminuiu, mas, ao mesmo tempo, os cânceres malignos, em geral, tornaram-se a causa mais comum de morte entre os pacientes infectados pelo HIV. Nos últimos anos, uma proporção crescente dessas mortes tem sido atribuída a cânceres não definidores de AIDS.
Em consonância com o tratamento do câncer, a quimioterapia tem mostrado resultados promissores no aumento do número de células T não infectadas e na diminuição da carga viral.

### Outras infecções
Pessoas com AIDS frequentemente desenvolvem infecções oportunistas que se apresentam com sintomas não-específicos, especialmente febres de baixo grau e perda de peso. Essas incluem infecção oportunista por infecção por Mycobacterium avium-intracellulare e citomegalovírus (CMV). O CMV pode causar colite, conforme descrito acima, e a retinite por citomegalovírus pode levar à cegueira.
Talaromicose, causada por Talaromyces marneffei, é atualmente a terceira infecção oportunista mais comum (após a tuberculose extrapulmonar e a criptococose) em indivíduos HIV-positivos na área endêmica do Sudeste Asiático.
Uma infecção que frequentemente passa despercebida em pessoas com AIDS é o Parvovírus B19. Sua principal consequência é a anemia, que é difícil de distinguir dos efeitos dos medicamentos antirretrovirais usados para tratar a própria AIDS.